# Deropeltis stefaniniana
Deropeltis stefaniniana es una especie de cucaracha del género Deropeltis, familia Blattidae.

## Distribución
Esta especie se encuentra en Somalia.